# 牛乳を注ぐ女
『牛乳を注ぐ女』（ぎゅうにゅうをそそぐおんな、蘭: Het melkmeisje）は、オランダ黄金時代の画家ヨハネス・フェルメールが1657年ごろに描いた絵画。キャンバスに油彩で描かれた作品で、オランダ・アムステルダムのアムステルダム国立美術館が所蔵している。アムステルダム国立美術館はこの作品のことを「疑問の余地なく当美術館でもっとも魅力的な作品の一つ」としている。
『牛乳を注ぐ女』の正確な制作年度は分かっておらず、残っている記録にも差異がある。この作品を所蔵するアムステルダム国立美術館では1658年ごろとしており、『信仰の寓意』などフェルメールの作品5点を所蔵するニューヨークのメトロポリタン美術館では1657年か1658年ごろとしている。また、フェルメールの著名な研究サイト「エッセンシャル・フェルメール (Essential Vermeer)」では、制作年度は1658年から1661年の間とされている。

## 構成と解釈
『牛乳を注ぐ女』は、欧米では牛の乳搾り作業に従事する女性を意味する「ミルクメイド（蘭: Het melkmeisje、英: The Milkmaid）」と呼ばれているが、実際に描かれている女性は低級の家事使用人であり、台所担当の召使い（キッチンメイド）あるいは家政の女中（メイド）である。この作品には、簡素な部屋の中でメイドが、牛乳をテーブル上のずんぐりとした陶製の容器に丁寧に注ぎ入れている情景が描かれている。さらにテーブルの上にはさまざまなパンが描かれている。メイドは若くがっしりとした身体つきの女性として表現され、ぱりっとしたリンネルのキャップ、青いエプロン、しっかりした肘まで捲りあげた分厚い作業着を着用している。背景の壁の床との接地面にはデルフト陶器のタイルが嵌めこまれている。左のタイルにはキューピッドの、右のタイルには長い棒を持った人物の装飾画があり、さらにタイルの前面の床には四角い足温器が置かれている。画面左側に描かれた窓からは日光が射し込んでいる。
『牛乳を注ぐ女』には、詳細表現のためにではなく、女性とテーブルの重量感を表現するために錯視技法が使用されている。「明るい光が射し込んでいるが、パンの粗い表面や、女性の太く平らな胴まわり、丸い肩の質感表現には何の影響も与えていない」と、美術評論家カレン・ローゼンバーグは『ニューヨーク・タイムズ』の記事に書いている。ローゼンバーグはさらに、女性の顔半分には陰が落ちており「下向きの視線とすぼめた唇が、悲哀を意味しているのか、集中を意味しているのかは、誰にも判断できない」ともしている。
ニューヨーク近代美術館西洋絵画部門のキュレーターで、2度のフェルメール展を担当したウォルター・リートケは、『牛乳を注ぐ女』には「わずかながら『モナ・リザ』と同様の効果が見られる」としている。「現代の鑑賞者から見れば、（『牛乳を注ぐ女』に描かれている）この女性はちょっとした謎である。彼女は日課とも言える仕事をわずかに微笑みながらこなしている。我々がこの作品に抱く思いは「この女性はいったい何を考えているんだ」である」

### オランダ絵画の図像学におけるメイド

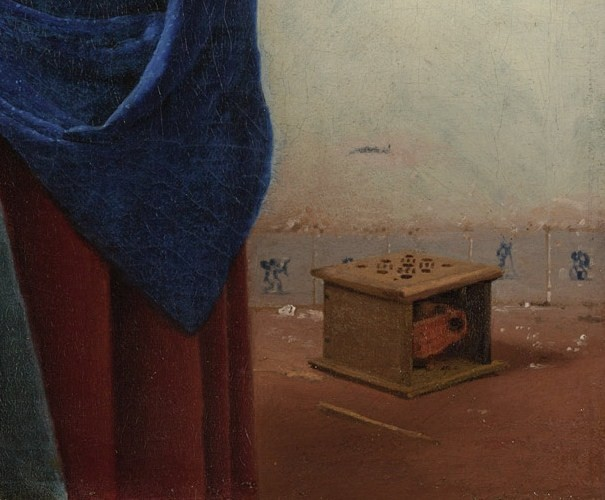
床に置かれた足温器部分の拡大画像。足温器の背後には、キューピッドと長い棒を持つ男性の飾り絵のついたタイルが表現されている。もともとこの部分には洗濯かごが描かれていたが、最終的には除去されている。

『牛乳を注ぐ女』が制作された当初、描かれている女性は「ミルクメイド」ではなく、「キッチンメイド」あるいは家事全般を担当する「メイド」として知られていた。「ミルクメイド」は牛の乳搾りを担当する女性労働者で、「キッチンメイド」は台所仕事を担当するメイドである。この作品が描かれる200年ほど前から、ミルクメイドやキッチンメイドは性愛や性交渉を想起させる存在であり、このことはアントウェルペン、ユトレヒト、デルフトなどのオランダ諸都市で描かれた台所や市場を舞台とした風俗画によく描かれていた。『牛乳を注ぐ女』のように性的な画題を巧妙に隠蔽していた作品もあれば、あからさまに性愛描写を描いた作品もあった。
フェルメールよりも前の世代でこのような風俗画を得意とした画家に、アントウェルペン出身のヨアヒム・ブーケラール ( 1535年頃 - 1575年）とフランス・スナイデルス（1579年 - 1657年）がおり、両者ともに多くの追随者と模倣者をうんだ。アムステルダム出身のピーテル・アールツェン（1509年頃 - 1575年）、ユトレヒト出身のヨアヒム・ウテワール（1566年 - 1638年）とその息子ピーテル・ウテワール（1596年 - 1660年）らも風俗画を得意とし、後世の画家たちに影響を与えた画家である。フェルメールと同世代では、ニコラース・マースが『怠惰な召使い』などの諧謔画を何点か描いている。しかしながら、フェルメールが活動していた時代では、家で働く女性を描いた作品は別の意味を持つようになっており、最終的にはオランダ家庭の長所や美点を表すようになっていった。
フェルメールの時代のオランダ文学、オランダ絵画では、メイドが男性の欲望をかきたて、家庭の名誉や秘密に悪影響を及ぼすような存在として表現されていた。ただし、ブリュッセル出身の前世代の画家ミヒール・スウェールツ（1618年 - 1664年）、フェルメールと同年代人のピーテル・デ・ホーホらのようにメイドを普通の画題として扱った芸術家もわずかではあるが存在した。フェルメールの『牛乳を注ぐ女』も、メイドを愛情のこもった気品ある存在として扱った希少な作品のひとつといえるが、それでもなお、性愛を象徴する伝統的な寓意が描かれている作品でもある。

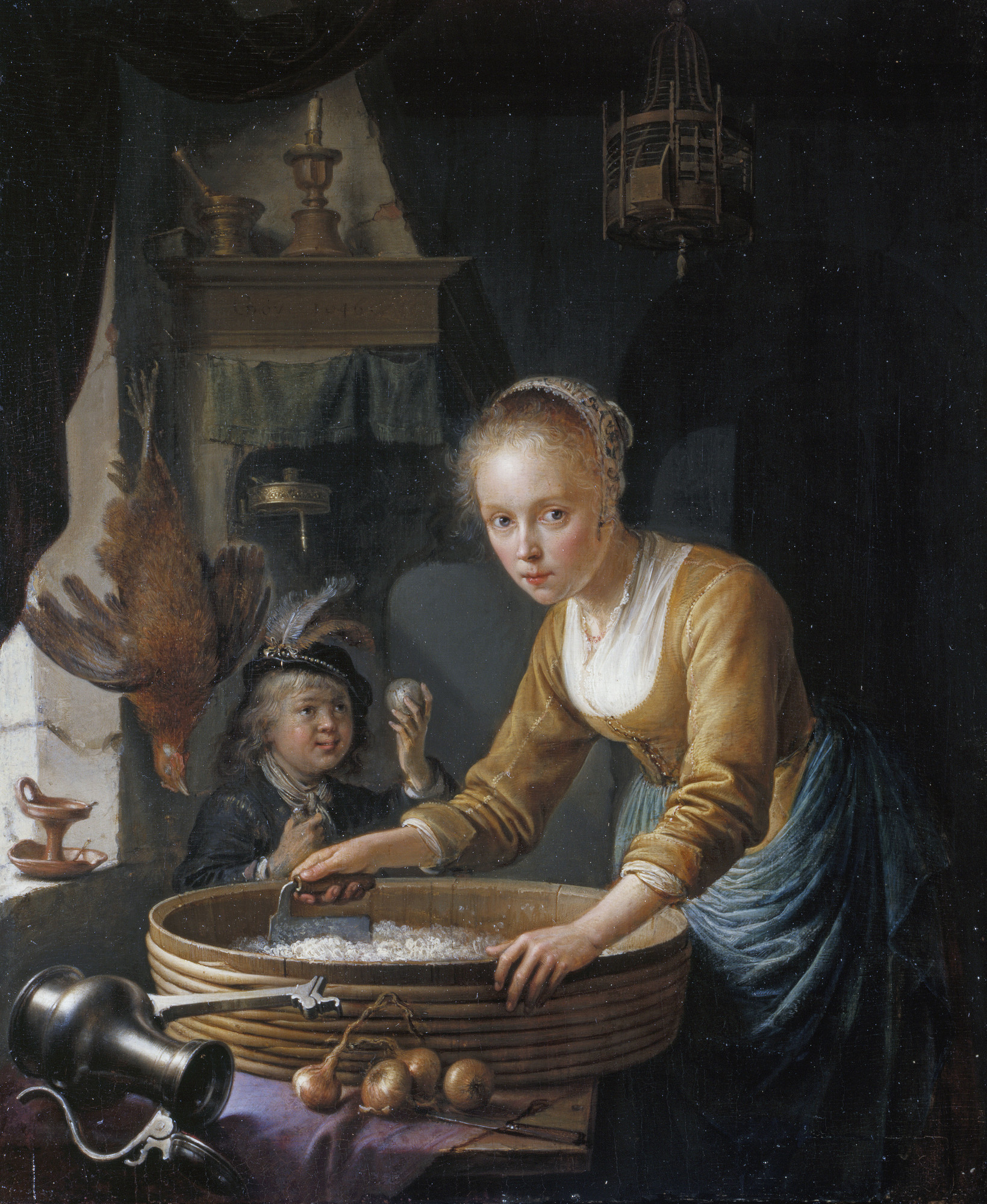
『玉ねぎを刻む少女』（1646年頃）
ヘラルト・ドウ
ロイヤル・コレクション

ヘラルト・ドウ（1613年 - 1675年）は、水差し、様々な狩の獲物や農作物といった伝統的に性愛を象徴する物とともに蠱惑的なメイドを描いた画家である。リトケは「伝統的な表現手法を採用したこの手の作品のほとんど全てに、性愛的要素が描かれている。鶏を籠に押込める仕草、長い棒をそっと差し出す様子、思わせぶりな目配せ、子宮を曖昧に表現したような物体などである」としている。イギリス王室のロイヤル・コレクションが所蔵する、ドウが1646年に描いた『玉ねぎを刻む少女』には、しろめ合金の大きなジョッキが描かれているが、このジョッキは伝統的な男性と女性の肉体の象徴である。さらにドウは、媚薬効果があるといわれていた玉ねぎ、吊るされた鳥など、情欲を意味する新たな象徴物もこの作品に描き入れている。また、牛乳 （蘭: melk） は「性的に魅惑する、誘惑する」を意味するスラング「蘭: melken」を暗示する目的で使用されることがあり、リトケはこのスラング自体が牧場で雌牛の下で作業する娘たちからきていると指摘している。この意味で牛乳を使用した作品として、ルカス・ファン・レイデンの銅版画『ミルクメイド』（1510年）とヤコブ・デ・ヘイン2世の銅版画『弓使いとミルクメイド』（1610年頃）があげられる。
『牛乳を注ぐ女』は抑制された地味ともいえる作品だが、性的な象徴も依然として描かれている。壁下部のタイルには、女性の性的興奮を暗示する、あるいは働きながら男性を夢想していることを意味するキューピッドが描かれている。その他、性的な意味合いを持つものとして、口の広い水差しが女性の肉体の象徴として描かれている。足温器は多くの画家が女性の性的興奮の象徴として描いているが、この理由についてリトケは、女性のスカートの下に置いて腰から下を温める器具だからだとしている。イギリス人美術史家セリーナ・カントは、足温器に閉じ込められた木炭が「宿屋での強い欲望や売春宿、あるいは慎み深く隠された夫に対する激しい熱情」を象徴している可能性があると指摘した。白い漆喰塗の壁と牛乳から、この部屋が牛乳やバターのような酪農製品を料理するための「冷涼な台所」であることを示しているため、足温器は実用的な器具として置かれている。当時のほかのオランダ絵画では、足温器は使用者が座った状態で描かれているのに対し、『牛乳を注ぐ女』では女性が立っていることから足温器は「勤勉な性格」を象徴しているのではないかという説もある。
リトケは『牛乳を注ぐ女』には、現代ヨーロッパではすでに消滅し、アメリカでは決して広く認知されなかった、当時の社会におけるメイドと上流階級の紳士との性的あるいは恋愛関係が一部反映されているとする。このような当時の上流階級の紳士として、リトケはフェルメールと同時代人のイギリスの官僚サミュエル・ピープスを例に出している。ピープスがつけていた日記には、キッチンメイドやカキの殻をむく少女たち、1660年にデルフトの宿屋で出会った「気晴らしにはもってこいだった、非常に美しい少女」との出会いが記録されている。『牛乳を注ぐ女』の最初の所有者は、フェルメールの最大のパトロンで、この作品の依頼主でもあったと考えられているピーテル・クラースゾーン・ファン・ライフェンである。ファン・ライフェンはピープスや伝統的なオランダの「キッチンメイド (kitchenmaid )」が描かれた絵画とはかなり異なる、フェルメールによる魅力的な若い女性の欲望や自己犠牲がテーマの絵画も所有していた。 『Het Melkmeisje』は最もよく用いられるオランダ語の題名である。この題名は現代オランダ語では正確ではないが、「meid」（メイド）という名詞が好ましからざる意味を帯びてしまっているため、アムステルダム国立美術館その他は「meid」の指小形でより上品な「meisje」を採用している。

### 物語性と主題

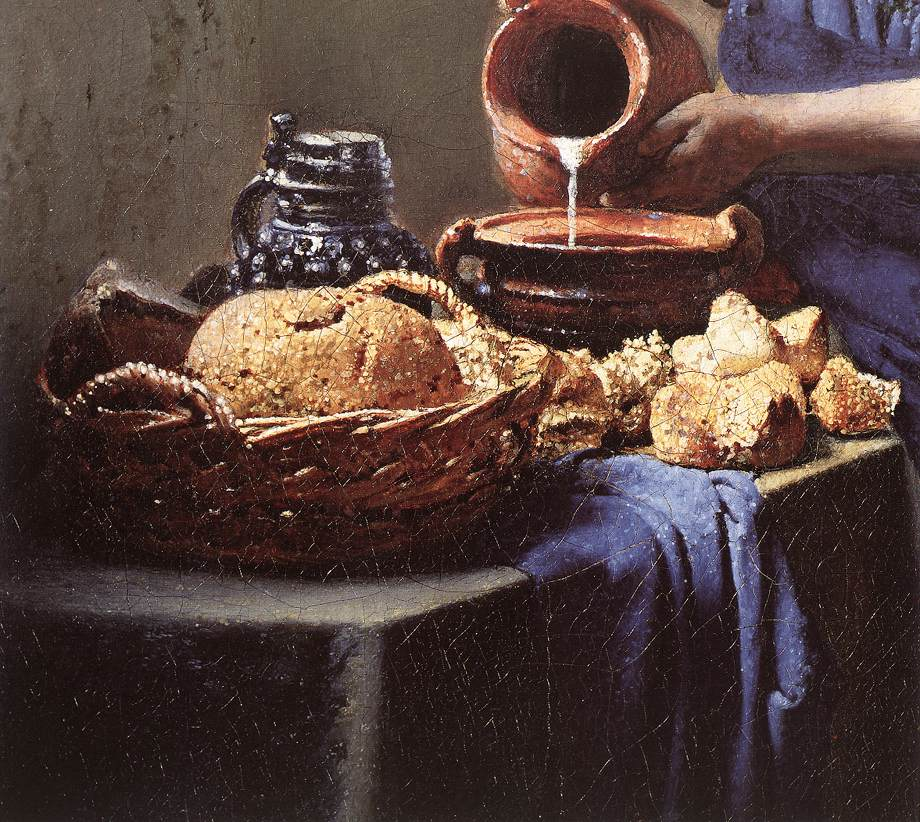
注がれる牛乳と、テーブル上のパン部分の拡大画像。

美術史家ハリー・ランドは、テーブルの上の牛乳とちぎったパンの存在から、女性がブレッドプディングを作っているのではないかとしている。ずんぐりとした陶製の容器はダッチオーブンで、すでに中に入っているパンとカスタードに対して牛乳を注ぎ入れているところを描いた作品で、パンが浸るぐらい牛乳を注がないとプディングが固く不味くなってしまうからで、牛乳を少量ずつ注いでいるのは、分量が適切でなかったり、適宜に混ざらないとブレッドプディングがうまく出来ないからだと結論付けた。
フェルメールがメイドが丁寧に料理している様子を描いたのは、日々の生活の一場面を表現しようとしたのではなく、道徳的、社会的価値観を描き出そうとしたためだといわれている。身分の低い女性は卑しい仕事にしか就けないかもしれないが、硬くなってそのままでは食べられないパンを美味しい食事に生まれ変わらせることができる。「女性の落ち着いた振る舞い、地味な衣服、思慮深い調理手順は、17世紀オランダで重視されていた美徳を、控えめかつ雄弁に物語っている」
ラケル・ラネリは雑誌『フォーブス』の記事で「結局のところ、この作品には特別な感情を掻き立てるような、女性に対する官能表現へのほのめかしは存在しない。この作品に描かれているのは誠実さであり、勤勉に働くこと自体が情熱的だということを表現している」と書いた。「『牛乳を注ぐ女』は、家庭での単調で退屈な仕事と雇い主への奉公を、このうえなく崇高な地位にまで引き上げている作品である」

### 構成
『牛乳を注ぐ女』は堂々として「威厳に満ちた」印象を与える作品である。これは、フェルメールがこの作品の重心を比較的下におき、画面左下のテーブルから女性の頭部へと立ち上がっていく三角形の構図で描いていることによる。アムステルダム国立美術館の解説では、この作品が「二本の斜めのラインに沿った構図で描かれており、このラインは女性の右手首で交差している」としている。この構成が、注がれている牛乳へ鑑賞者の視線を集める効果をもたらしている。
ちなみに、長らく現実にはありえないとされた机由来の消失線は、当時使われた机に絵と同じ形の六角形の物が有る事が判明し、現在では現実にあった物と認識されている。
『牛乳を注ぐ女』の写真のような写実表現は、ヘラルト・ドウ、フランス・ファン・ミーリス、ハブリエル・メツーといった、ライデンの画家たちの作品と共通している。リトケは、この作品を描いた当時24歳のフェルメールのことを「多種多様な作風とモチーフを、オランダ中の美術品から漁っていた」と表現している。「この作品でいうならば、ヘラルト・ドウのような画家の細部まで行き届いた錯視的効果が描かれた作品に、当時のフェルメールは心惹かれていたといえる」とする。さらにリトケはこの作品がフェルメールが描いた「円熟期に入った最初の絵画」だと評価し、「フェルメールが追い求めていたのは「実際に触れることができるかのような錯覚を起こす絵画 (tactile illusionism )」とでも呼ぶもので、光に満ちた輝くような境地だったのだろう」としている。
デルフト派の作品やフェルメールの作品の特徴は、象徴や寓意を表す「古典的技法」と「類まれなる光の描写」といえる。リトケは、「この作品の中で最初に鑑賞者の目にとまる、多くの物が押し込められるように描かれた画面左側から、開放的な画面右側へと視線は移っていく。このような画面左側の構成は、フェルメールがこの作品を描く10年ほど前に多少なりとも使われ始めていたものであり、フェルメールが新しいものを自身の作品へ素早く取り入れていたことを物語っている」としている。
「フェルメールの全作品を見渡しても、この女性ほど彫刻的な三次元性を持って、実際に触れることができるかのように描かれた人物像は存在しない。現代の画家が描く、明るい室内を表現した作品と比較しても何ら遜色がない」とメトロポリタン美術館は解説している。「パンや籠表面の明部のハイライト表現として使用されているポワンティエと呼ばれる点描技法」が、この技法を多用したフェルメールの作品の中でも「もっとも効果的に」使用されている。さらにポワンティエは「煌めく日光と粗い質感」の表現にも使用されている。
『牛乳を注ぐ女』には、下絵の段階には描かれていたが、完成した絵画では塗りつぶされているものが二つある。一つは女性の背後の壁上部にかけられていた大きな地図（アムステルダム国立美術館は地図ではなく絵画だとしている）である。メイドが作業する台所のような簡素な部屋にかけるものとして、地図はそれほど場違いなものではない。17世紀のオランダでは、壁の装飾用品としての大きな地図は安価で手ごろなものだった。もう一つは、女性のスカートの後ろの画面最下部に描かれていた、大きな人目を引く洗濯物籠（アムステルダム国立美術館は裁縫箱だとしている）である。この籠は、フェルメールが背面の壁の微妙な色調の移り変わりを表現する際に上描きされていたものが、X線による解析で発見されたものである。ほかのフェルメールの作品にも、下絵段階で存在していたものが完成作品では除去されているケースがある。これはフェルメールが作品の主題をより明確にする目的で、構成を変更したためだと考えられている。
ラネリは、『牛乳を注ぐ女』の「飾り気のない生々しさは、フェルメールの後期作品とは異なるもの」で、「『牛乳を注ぐ女』に描かれている、水差しからこぼれる牛乳の濃厚でクリームのような味わい、部屋の肌寒さと湿気が感じられ、メイドがかぶっている硬く糊付けされたリンネルのキャップの感触、さらに女性の肩や腰に触れることができるかのようだ。この女性は幻影でも空想でもない。フェルメール後期の作品『水差しを持つ女』や極めて優美で美しい『真珠の耳飾の少女』のような理想化された存在ではなく、ごく普通の世俗的な女性である」だとする。この作品に描かれた女性は、ライデンの画家たちが描いたような豊満な悪女ではない。絵画作品が描くことができる究極のリアルな女性である。

### 技法と素材

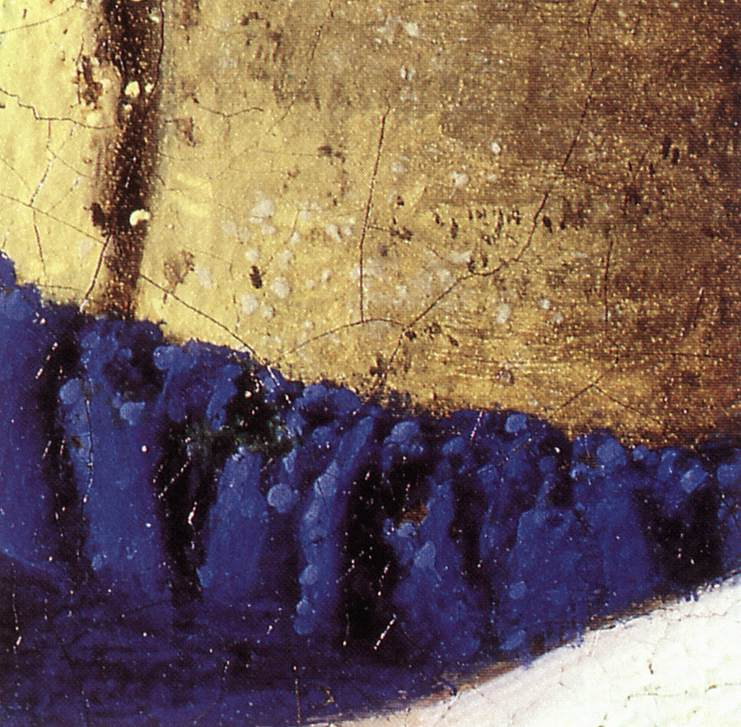
「フェルメール・ブルー」とも言われることがある、高価なラピスラズリを原料としたウルトラマリンが使用されているエプロン部分の拡大画像。

エッセンシャル・フェルメールは、『牛乳を注ぐ女』が「フェルメールの全作品中で、おそらくもっとも彩り豊かな構成で描かれた作品」と評価している。当時のほかの画家と比較した、フェルメールの際立った特徴の一つとして高価な顔料の使用が挙げられる。フェルメールは、天然石ラピスラズリを原料とする高価なウルトラマリンを多用しているが、ほかの画家が青色を表現する場合にはより安価なアズライトを原料とした顔料を使用するのが普通だった。それまでのフェルメールの作品に見られた伝統的な光の描写とくすんだ色合いは影を潜め、明るい色彩に彩られた『牛乳を注ぐ女』には、ウルトラマリンとともに鉛スズを原料としたイエローが主要な顔料として使用されている。背景に描かれている白一色の壁の描写は当時の画家にとってある意味挑戦的なもので、他の多くの作品ではグレイの色調で壁が彩色されている。この作品では太陽の光を反射した白い壁が明暗豊かに描写され、漆喰で塗られた壁の凹凸をも表現している。そのほか、この作品には鉛白、アンバー、チャコール・ブラックなどの顔料が使用されている。顔料の調合方法それ自体は当時の風俗画家たちにも広く知られていたが（当時の絵具は画家たち自身が製作していた）、「おそらくフェルメールほど効果的に使用できた画家はいない」といわれている。

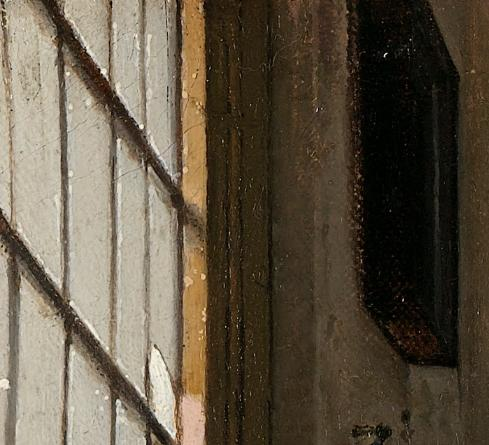
窓ガラス部分の拡大画像。割れたガラスから漏れ入る日光が、窓の木枠に描写されている。

女性の描写に見られるざらざらとした質感表現は、絵筆を軽く叩くように使った厚塗り技法 (en:impasto) によるものである。パンの表面、パンの表面の植物の種、編まれたパン籠の持ち手には、ポワンティエと呼ばれる点描技法が使用されている。パンの柔らかい部分は細い線で渦を巻くように描かれ、オーカーの顔料を使用してパンの皮が割れた部分の粗い質感を表現している。陶製の容器の近くの右のパン切れはイエローで太く塗られており、カントはこのパン切れが古くなってしけっていることを表しているとしている。一番右端の小さなパン切れは厚塗りの点描で描かれており、このパンの表面がこぶ状または植物の種が乗せられているかのように表現されている。鑑賞者にもっとも近くに描かれているパンと籠だが、壁、壁の染み、陰影、釘、釘穴、女性の衣服、磨かれて輝く壁にかけられた真鍮製の入れ物などの写実表現に比べると、やや散漫な表現で描かれている。窓ガラスは極めて写実的に、変化をつけて描かれている。窓の最右列の下から4枚目の窓ガラスは割れており、窓の木枠にもその割れ目から漏れ入る光が描写されている。そのすぐ下の窓ガラスの表面にはホワイトの顔料で細い引っかき傷が描かれている。また、木枠から外れかかっている窓ガラスも描かれている。
描かれている物の遠近感の矛盾から、カントはこの作品が光学装置のカメラ・オブスクラを使用して描かれているとしている。一方リトケは、キャンバスに小さな穴が開いていることを指摘した上で「カメラ・オブスクラを使用したとは考えられない」と断じている。このキャンバスの穴はフェルメールがキャンバスに小さな鋲を打った跡で、この鋲にチョークを塗布した糸を結びつけて遠近描写の構図を決めたのだと、リトケは2009年のインタビューで述べている。
女性の袖口に見えるごわごわとした質感のオーバースリーブのグリーンは、衣服のほかの部分に使用されているイエローとウルトラマリンを混ぜた絵具であり、顔料が乾く前に別の顔料を重ね塗りして色を混ぜ合わせる技法 (en:wet-on-wet) が用いられている。作業着の粗く分厚い質感は大胆な筆使いで表現され、捲り上げた袖口の裏地部分はオーカーの下塗りの上にウルトラマリンと鉛白を混ぜた絵具で描かれている。そしてエプロンの鮮やかな透明感のあるもっとも明るい部分にも、同様の顔料が使用されている。カントは、エプロンに表現されている艶から、イエローの胴衣よりも滑らかな布地がエプロンに使用されていることを描き出そうとしていると推測している。

## 来歴

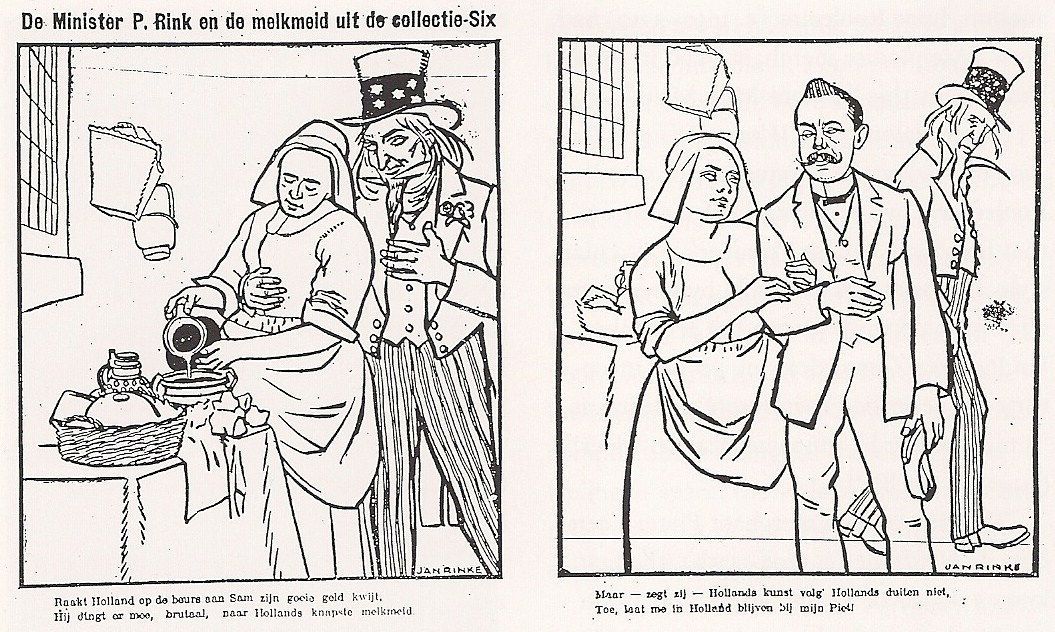
オランダのヤン・リンケが1907年に描いた風刺画。資金力豊かなアメリカ人画商による絵画流出を防ぐ目的で、政府が絵画を購入することが正しいのかどうかという論争が表現されている。『牛乳を注ぐ女』はオランダ政府が資金援助をしてアムステルダム国立美術館が購入した作品である。

フェルメールの最大のパトロンで、死去する際に21点のフェルメールの作品を残したピーテル・クラースゾーン・ファン・ライフェンが、『牛乳を注ぐ女』をフェルメールから直接購入した最初の所有者であると考えられている。ただしリトケは、この画題がファン・ライフェンの依頼によるものであったかどうかについては否定的な見解を述べている。ファン・ライフェンの死後におそらく未亡人マーリア・デ・クナイトが相続し、その後二人の娘だったマグダレーナ・ファン・ライフェン（1655年-1681年）の手に渡ったとされている。そして、ファン・ライフェンの女婿だったヤーコブ・ディシウス（1653年-1695年）が、1696年に他のフェルメールの作品とともに『牛乳を注ぐ女』を遺産売却のオークションにかけた。このときのオークション目録には、『牛乳を注ぐ女』が「非常に素晴らしい」作品であると書かれており、200ギルダーの最高値がついた風景画『デルフト眺望』に次ぐ高値の175ギルダーで売却されている。
18世紀にイングランドの画家・評論家ジョシュア・レイノルズがこの作品の優れたクオリティを高く賞賛した。1765年にはこの作品はオークションにかけられ、その後アムステルダムのいくつかのコレクションを経て、後に「世界でも有数のオランダ絵画コレクションを誇るコレクター」ズンウェイとメトロポリタン美術館に評されたルクレツィア・ヨハンナ・ファン・ウィンテル（1785年-1845年）が『牛乳を注ぐ女』を購入した。ルクレツィアは1822年にアムステルダムの名家シクス家の一員と結婚し、1908年になって二人の息子がシクス家の絵画コレクション39点の一つとして『牛乳を注ぐ女』をアムステルダム国立美術館に売却した。このときのアムステルダム国立美術館の購入に対して、オランダ政府とレンブラント・ソサエティが資金援助をしている。しかしながら絵画購入に公的資金を導入することについて、世論の十分な議論は行われておらず、オランダ議会やオランダ政府のこのような介入も前代未聞のことだった。

## 公開展示
『牛乳を注ぐ女』は西ヨーロッパとアメリカの展覧会で公開されている。1872年にアムステルダムで開催された「オールド・マスターによる希少絵画と有名絵画展 (Tentoonstelling van zeldzame en belangrijke schilderijen van oude meesters) 」に展示され、1900年にアムステルダム市立美術館で展示された。オランダ以外では、1929年にロンドンのロイヤル・アカデミー・オブ・アーツが主催した「オランダ絵画展 (Exhibition of Dutch Art") 」に出陳されている。1921年にはパリのジュ・ド・ポーム国立美術館が主催した「オランダ絵画展：油絵、水彩画とデッサン、今と昔 (Exposition hollandaise: Tableaux, aquarelles et dessíns anciens et modernes")」に出陳された。また、1935年にはロッテルダムのボイマンス・ヴァン・ベーニンゲン美術館が開催した「フェルメール、原点と影響：ファブリティウス、デ・ホーホとデ・ウィッテ展 (Vermeer, oorsprong en invloed: Fabritius, De Hooch, De Witte") 」に出陳されている。
その後『牛乳を注ぐ女』は、1939年にニューヨークで開催されたニューヨーク万国博覧会で展示されていたが、博覧会開催中に勃発した第二次世界大戦でオランダがドイツに占領されたため、『牛乳を注ぐ女』はそのままアメリカに留め置かれた。この間、『牛乳を注ぐ女』はミシガン州のデトロイト美術館（博覧会での展示を担当していたキュレーターがこの美術館で働いていた）で展示されており、1939年と1941年に同美術館で開催された展覧会の展示目録にはこの作品が記載されている。また、第二次世界大戦中にはデトロイト美術館だけではなく、1944年の終わりごろにニューヨークのメトロポリタン美術館でも展示された。
1953年にスイスのチューリッヒ美術館で展示された後イタリアに持ち込まれ、翌年にローマのパラッツォ・デッレ・エスポジツィオーネと、ミラノのパラッツォ・レアーレで公開された。1966年にはデン・ハーグのマウリッツハイス美術館と、パリのオランジュリー美術館で公開されている。1999年と2000年にワシントンD.C.のナショナル・ギャラリー・オブ・アートの「ヨハネス・フェルメール - 絵画芸術 (Johannes Vermeer: The Art of Painting )」 で展示され、ロンドンのナショナル・ギャラリーが開催した「フェルメールとデルフト派展 (Vermeer and the Delft School )」で、2001年9月16日から公開された。2009年に、イングランドの探検家ヘンリー・ハドソンの、アムステルダムとマンハッタン間の歴史的航海400周年記念式典のために、『牛乳を注ぐ女』が再びニューヨークへ渡った。そして、メトロポリタン美術館が開催した記念展覧会に、同美術館が所蔵するフェルメールの作品数点とオランダ絵画とともに展示されている。